# 贝勒斯
贝勒斯（法語：Belleuse，法語發音：[bɛløz]）是法国上法蘭西大區索姆省的一个市镇，属于亚眠区。

## 地理
贝勒斯（49°42'23"N, 2°7'2"E）面积7.8 平方千米，位于法国上法蘭西大區索姆省，该省份为法国北部沿海省份，北起加来海峡省和北部省，西接滨海塞纳省和大西洋英吉利海峡，南至瓦兹省，东临埃纳省。
与贝勒斯接壤的市镇（或旧市镇、城区）包括：弗勒里、塞勒河畔克鲁瓦西、拉瓦克里、孔蒂、库尔塞勒苏图瓦、蒙叙尔、图瓦。
贝勒斯的时区为UTC+01:00、UTC+02:00（夏令时）。

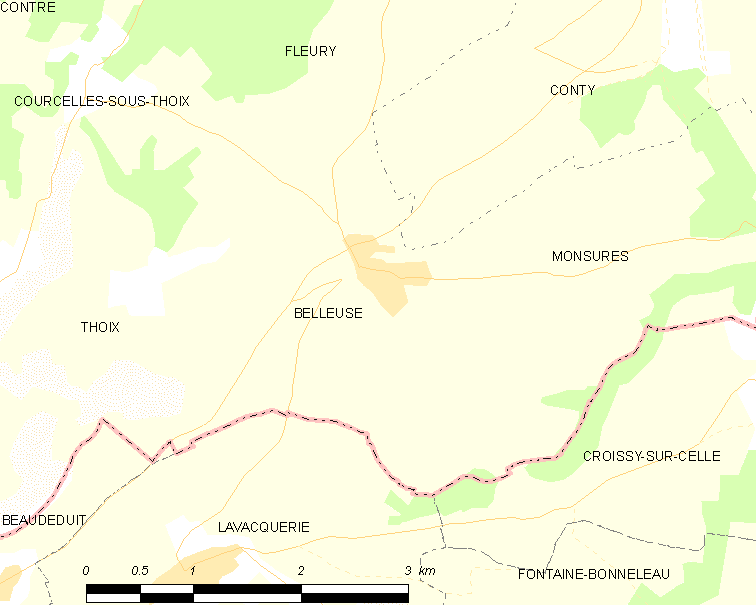
贝勒斯的OSM定位图

## 行政
贝勒斯的邮政编码为80160，INSEE市镇编码为80079。

## 政治
贝勒斯所属的省级选区为努瓦河畔阿伊县。

## 人口

1962-2008年间贝勒斯人口变化图示

贝勒斯于2022年1月1日时的人口数量为299人。